# Stanisław Radziwiłł (1722–1787)
Stanisław Radziwiłł książę herbu Trąby (ur. 8 maja 1722, zm. 22 kwietnia 1787) – poseł, krajczy wielki litewski, podkomorzy litewski; syn Mikołaja Faustyna, brat Albrechta, Udalryka Krzysztofa i Jerzego, ojciec Anny Olimpii Mostowskiej.
Od 1752 krajczy wielki litewski, następnie podkomorzy wielki litewski w latach (1759–1779). Był także generałem-lejtnantem wojsk litewskich. W 1756 roku wybrany posłem nowogródzkim na sejm. Poseł powiatu lidzkiego na sejm 1760 roku. Poseł na sejm 1762 roku. Był członkiem konfederacji radomskiej 1767 roku. W załączniku do depeszy z 2 października 1767 roku do prezydenta Kolegium Spraw Zagranicznych Imperium Rosyjskiego Nikity Panina, poseł rosyjski Nikołaj Repnin określił go jako posła właściwego dla realizacji rosyjskich planów na sejmie 1767 roku, poseł powiatu lidzkiego na sejm 1767 roku.  23 października 1767 roku wszedł w skład delegacji Sejmu, wyłonionej pod naciskiem posła rosyjskiego Nikołaja Repnina, powołanej w celu określenia ustroju Rzeczypospolitej.
Członek konfederacji Andrzeja Mokronowskiego w 1776 roku i poseł na sejm 1776 roku z województwa nowogródzkiego.
Stanisław Radziwiłł był fundatorem m.in. kościoła Znalezienia Krzyża Świętego w Żyrmunach.
Był odznaczony bawarskim Orderem św. Huberta w 1753, polskim Orderem Orła Białego 3 sierpnia 1757, holsztyńskim Orderem św. Anny oraz rosyjskim Orderem św. Aleksandra Newskiego do 1779 i w tymże roku polskim Orderem św. Stanisława.